# Ibn al-Mubarak
 (janvier 2022).
La mise en forme du texte ne suit pas les recommandations de Wikipédia : il faut le « wikifier ».
Les points d'amélioration suivants sont les cas les plus fréquents. Le détail des points à revoir est peut-être précisé sur la page de discussion.
- Les titres sont pré-formatés par le logiciel. Ils ne sont ni en capitales, ni en gras.
- Le texte ne doit pas être écrit en capitales (les noms de famille non plus), ni en gras, ni en italique, ni en « petit »…
- Le gras n'est utilisé que pour surligner le titre de l'article dans l'introduction, une seule fois.
- L'italique est rarement utilisé : mots en langue étrangère, titres d'œuvres, noms de bateaux, etc.
- Les citations ne sont pas en italique mais en corps de texte normal. Elles sont entourées par des guillemets français : « et ».
- Les listes à puces sont à éviter, des paragraphes rédigés étant largement préférés. Les tableaux sont à réserver à la présentation de données structurées (résultats, etc.).
- Les appels de note de bas de page (petits chiffres en exposant, introduits par l'outil «  Source ») sont à placer entre la fin de phrase et le point final[comme ça].
- Les liens internes (vers d'autres articles de Wikipédia) sont à choisir avec parcimonie. Créez des liens vers des articles approfondissant le sujet. Les termes génériques sans rapport avec le sujet sont à éviter, ainsi que les répétitions de liens vers un même terme.
- Les liens externes sont à placer uniquement dans une section « Liens externes », à la fin de l'article. Ces liens sont à choisir avec parcimonie suivant les règles définies. Si un lien sert de source à l'article, son insertion dans le texte est à faire par les notes de bas de page.
- La présentation des références doit suivre les conventions bibliographiques. Il est recommandé d'utiliser les modèles {{Ouvrage}}, {{Chapitre}}, {{Article}}, {{Lien web}} et/ou {{Bibliographie}}. Le mode d'édition visuel peut mettre en forme automatiquement les références.
- Insérer une infobox (cadre d'informations à droite) n'est pas obligatoire pour parachever la mise en page.

Pour une aide détaillée, merci de consulter Aide:Wikification.
Si vous pensez que ces points ont été résolus, vous pouvez retirer ce bandeau et améliorer la mise en forme d'un autre article.
ʿAbd Allāh ibn al-Mubārak (118/726-797 AH/CE ; arabe : عبد الله بن المبارك) est né sous le règne de Hisham ibn Abd al-Malik. 'Abdullah ibn Mubarak était un des premiers musulmans pieux connu pour sa mémoire et son zèle pour la connaissance, collectant des hadiths (muhaddith) et dont on se souvenait pour son ascèse. Il a gagné le titre Amir al-Mu'minin fi al-Hadith . Son père, nommé Mubarak, était originaire du Khurasan et est devenu client (mawālī) d'un commerçant arabe de la tribu des Banī Hanẓala dans la ville de Hamadhān, et sa mère aurait été de Khwārizm. Moubarak épousa plus tard Hind, la fille du commerçant. On dit qu'Abdullah ibn Mubarak a quitté sa ville natale de Merv et, tout en vivant à Hamadhān, a continué à visiter et à parler souvent à Bagdad. L'imam Ahmad a dit à propos d'Abdullah ibn Mubarak qu'il n'y avait personne de plus désireux de voyager que lui pour rechercher la connaissance. Ses professeurs comprenaient Sufyān al-Thawrī et Abū Hanīfa. Il a écrit Kitâb al-Jihâd, une collection de Hadith et dictons des premiers musulmans sur la guerre, et Kitab al-Zuhd wa al-Rāqa'iq, un livre sur l'ascétisme. Il était également connu pour avoir défendu les frontières islamiques (voir Ribat) aux frontières de Tarse et d'al-Massisah, et mourut plus tard à Hīt, près de l'Euphrate, en l'an 797 ap JC. sous le règne de Harun al-Rashid,.

## Travaux
Décrit comme un écrivain prolifique ses œuvres, en majorité perdues, comprennent :
- Kitab al-Arba'in - آﺘبﺎ اﻷرﺑﻌﻴﻦ
- Kitab al-Jihad – آﺘبﺎ اﻟﺠﻬدﺎ
- Kitab al-Isti'dhan – آﺘبﺎ اﻻﺳﺘﺌﺬنا
- Kitab al-Birr & al-Silah – آﺘبﺎ اﻟﺮﺒ واﻟﺼﺔﻠ (Livre sur les vertus de la piété, les étiquettes et le maintien des liens)
- Kitab al-Tarikh – آﺘبﺎ اﻟﺘﺎرﻳﺦ (Livre d'histoire)
- Kitab al-Daqa'iq fi al-Raqa'iq – آﺘبﺎ اﻟﺮﻗﺎﺋﻖ ﻲﻓ اﻟﺮﻗﺎﺋﻖ (Livre sur les adoucisseurs de cœur)
- Kitab Riqa' al-Fatawa - آﺘبﺎ رﻗعﺎ اﻟﻔﺘﺎوى (Livre sur les verdicts islamiques)
- Kitab al-Zuhd & al-Raqa'iq – آﺘبﺎ اﻟﺰهﺪ واﻟﺮﻗﺎﻖﺋ
- Kitab al-Sunan fil-Fiqh – آﺘبﺎ اﻟﺴﻨﻦ ﻲﻓ اﻟﻔﻘﻪ
- Kitab al-Musnad – آﺘبﺎ اﻟﻤﺴﺪﻨ
- Kitab Tafsir al-Qur'an - آﺘبﺎ تفسير القرآن